# Ronaldo Córdoba (futbolista)
Ronaldo Nazario Córdoba Welch (Panamá, Panamá, 11 de febrero de 1998), conocido deportivamente como Ronaldo Córdoba (AFI: řo'naldo 'korðoβa), es un futbolista panameño que juega de extremo izquierdo. Actualmente juega para el Herrera Fútbol Club de la Primera División de Panamá.

## Trayectoria

### Chepo F.C.
Ronaldo Córdoba debutó como profesional el 21 de marzo de 2015, en la fecha 12 del Torneo de Clausura, en la que su equipo enfrentó al C.A.I. de La Chorrera en el Estadio "Cascarita" Tapia. El futbolista entró como sustitución por Kenneth Carles al minuto 68', y el resultado fue de derrota 1-2. Ronaldo tuvo 5 apariciones en la competencia, mientras que su conjunto quedó en el séptimo puesto de la clasificación con 22 puntos.
El 26 de julio tuvo su inicio en el Torneo de Apertura 2015 donde su club, en condición de local, recibió al Sporting San Miguelito. El atacante ingresó de cambio por Juan De Gracia al minuto 55', y el marcador final acabó en pérdida con cifras de goleada 2-5. A lo largo de la competencia apareció en 9 oportunidades, y acumuló un total de 464 minutos disputados. Por otra parte, el Chepo obtuvo el avance a la ronda eliminatoria tras lograr el tercer puesto de la tabla con 27 unidades. Las semifinales se llevaron a cabo contra el Chorrillo; la ida fue el 21 de noviembre y el resultado de 1-2 no favoreció a su conjunto. La vuelta se efectuó una semana después en el Estadio Maracaná, donde la victoria de 0-1 obligó la serie a los lanzamientos desde el punto de penal. Sin embargo, su equipo quedó eliminado.
Para el Torneo de Clausura 2016, el futbolista atravesó una regularidad positiva en las alineaciones del entrenador Jorge Santos, contabilizando 10 encuentros de participación. El 27 de febrero emigró hacia Portugal para desempeñar una práctica con el Sport Lisboa e Benfica. El 2 de marzo jugó un partido de preparación con el conjunto Sub-19 e ingresó al minuto 60', junto con su compañero Adalberto Carrasquilla. Anotó un gol y los directivos del club se mostraron interesados en las cualidades de Córdoba. El delantero permaneció en territorio europeo, y viajó inmediatamente a Italia para una nueva prueba, esta vez en el Udinese Calcio. Al finalizar la misma, ambos futbolistas llevaron a cabo otra práctica, siendo el AS Roma el nuevo club. Posteriormente regresaron a Panamá para continuar vinculados con sus respectivos equipos. Ronaldo hizo el primer gol en Primera División el 1 de abril en la victoria de 3-1 contra el Tauro. Al término de la fase de clasificación, los naranjas alcanzaron el séptimo lugar de la tabla de posiciones con 22 puntos, quedándose sin la posibilidad de avanzar a la ronda final. El 4 de mayo se confirmó la salida del jugador a Portugal, para ser evaluado por el F.C. Porto "B". Poco después volvió a territorio panameño.

### Santa Gema F.C.
Córdoba fue fichado al Santa Gema, club recién ascendido a la máxima categoría del fútbol panameño. La primera fecha del Torneo de Apertura 2016 se desarrolló el 15 de julio, en la visita de su equipo al Estadio Maracaná para tener como rival al Atlético Nacional. Ronaldo no tuvo participación en el empate a un tanto. Una semana después debutó en el juego contra San Francisco en el Estadio Óscar Suman Carrillo. El extremo izquierdo entró como variante por Bernardo Palma al minuto 71', y la igualdad sin anotaciones prevaleció hasta el final. El 30 de julio fue expulsado en el compromiso frente al Atlético Veragüense, tras acumular dos tarjetas amarillas. El marcador fue de pérdida 0-1. El 9 de septiembre logró el primer doblete como profesional, marcándolo a los minutos 18' y 29' en la victoria de 2-3 sobre el Árabe Unido. El 17 de septiembre obtuvo otro tanto, esta vez en el cotejo efectuado en el Estadio Agustín Muquita Sánchez ante el Atlético Nacional, para el triunfo de 2-1.

### Tauro Fútbol Club
Para el año 2017, Córdoba ficha por uno de los grandes del fútbol panameño, el Tauro FC convirtiéndose así en uno de los fichajes más hablados por la prensa. El 28 de enero de 2017 en la 3.ª fecha del campeonato anota su primer doblete contra la SD Atlético Nacional, finalizando el partido 2-1 ganándose así la confianza del entrenador y la fanaticada.

### SD Panamá Oeste
Tuvo un breve paso por la Segunda división de Panamá con el cual tuvo grandes actuaciones.

### Sporting San Miguelito
Sus grandes actuaciones durante el primer semestre en la Segunda División de Panamá, lo llevaron a ser fichado por el Sporting para el Apertura 2019 de la LPF.

### FC Desamparados
Fichó por este club de la segunda división de Costa Rica, con el cual disputó un gran número de partidos. Luego no continuó con el club.

### Herrera FC
Luego de un año de inactividad, fue presentado el 6 de enero de 2022 como nuevo jugador del Herrera Fútbol Club, al cual llegó como agente libre. Jugó 15 partidos e hizo 3 goles.

### Tauro FC
El 17 de mayo de 2022 fue anunciado su regreso al Tauro FC. Jugó 13 partidos e hizo 3 goles.

### Herrera FC
El 15 de noviembre de 2022 fue anunciado su regreso al Herrera FC. Jugó 15 partidos e hizo 15 goles. Fue el máximo goleador y MVP del Torneo Apertura 2023.

### 9 de Octubre FC
El 9 de julio de 2023 fue anunciado como nuevo jugador del 9 de Octubre FC para jugar en la Serie B de Ecuador.

### Herrera FC
El 16 de diciembre de 2023 fue anunciado su regreso al Herrera FC.

## Selección panameña

### Selección absoluta
El delantero fue convocado por el colombiano Hernán Darío Gómez, entrenador de la Selección de Panamá, para el amistoso del 17 de febrero de 2016 ante El Salvador. El juego se desarrolló en el Estadio Maracaná de territorio panameño, y Córdoba entró de cambio por Abdiel Macea al minuto 58'. El marcador finalizó en victoria de 1-0, con gol de su compañero Martín Gómez.
El 10 de agosto de 2016 fue tomado nuevamente en cuenta por el técnico, para la realización del encuentro amistoso contra Guatemala en condición de local. En esta ocasión, el jugador fue titular los 90 minutos en el empate sin tantos. El 26 de septiembre de ese año, la Federación Panameña de Fútbol anunció la nómina para la fecha FIFA de octubre. El delantero reapareció de manera oficial en un combinado nacional y, el 11 de octubre se desarrolló el compromiso en el Toyota Park de Bridgeview, Illinois, contra la selección de México. El futbolista entró como sustitución por Rolando Blackburn al minuto 58'. El marcador concluyó en derrota de 0-1.

## Clubes
| Club                   | País       | Año           |
| ---------------------- | ---------- | ------------- |
| Chepo FC               | Panamá     | 2015-2016     |
| Santa Gema FC          | Panamá     | 2016          |
| Tauro FC               | Panamá     | 2017-2018     |
| Sporting San Miguelito | Panamá     | 2018          |
| Costa del Este FC      | Panamá     | 2018-2019     |
| SD Panamá Oeste        | Panamá     | 2019          |
| Sporting San Miguelito | Panamá     | 2019          |
| CD Centenario          | Panamá     | 2020          |
| Desamparados FC        | Costa Rica | 2020          |
| Herrera FC             | Panamá     | 2022          |
| Tauro FC               | Panamá     | 2022          |
| Herrera FC             | Panamá     | 2022-2023     |
| 9 de Octubre FC        | Ecuador    | 2023          |
| Herrera FC             | Panamá     | 2024-presente |

## Palmarés
| Equipo   | Torneo              | Año  |
| -------- | ------------------- | ---- |
| Tauro FC | Torneo Clausura LPF | 2017 |

### Distinciones individuales
| Distinción                                           | Año    |
| ---------------------------------------------------- | ------ |
| Máximo Goleador del Campeonato Sub-17 de la Concacaf | 2015   |
| Máximo Goleador de la Primera División de Panamá     | 2023-A |
| Jugador Más Valioso de la Primera División de Panamá | 2023-A |